# Józefa Frach
Józefa Frach (Frachowa) z domu Skrzypczak, ps. „Aniela Orłowska”, „Lilia I” (ur. 23 stycznia 1889 w Grzępach, zm. lata 60. XX w. w Ochojcu) – sanitariuszka Czerwonego Krzyża podczas I wojny światowej, sanitariuszka podczas powstania wielkopolskiego na terenie powiatu czarnkowskiego, łączniczka Armii Krajowej, uczestniczka powstań śląskich.

## Życiorys
Przyszła na świat jako córka Franciszka i Józefy.
W 1918 była sanitariuszką oraz gospodynią u ks. proboszcza Michała Swiniarskiego. Urządzała kursy higieny oraz pierwszej pomocy. W czasie powstania wielkopolskiego wykupiła broń i środki opatrunkowe od Grenzschutzu. 8 stycznia 1919 r., gdy Niemcy napadli na Czarnków, walczyła z bronią w ręku. Jako sanitariuszka Czerwonego Krzyża pracowała także w Romanowie i w Walkowicach. Kontaktowała się z Polakami wziętymi do niewoli i osadzonymi w Trzciance.
Po zakończeniu powstania udała się na Górny Śląsk. W czasie powstań śląskich udzielała pomocy rannym na Górze Św. Anny. 
W czasie II wojny światowej włączyła się w szeregi walczących jako członkini AK.
Pozostawiła po sobie kilka wierszy.

## Odznaczenia
Za udział w powstaniach została odznaczona Brązowym Krzyżem Zasługi, Medalem „Polska Swemu Obrońcy" oraz Krzyżem Niepodległości.

## Upamiętnienie
Jest jedną z bohaterek programu o powstankach wielkopolskich emitowanego w TVAstra (seria Tajemnice historii).